# 梁鹤年 (围棋棋手)
梁鹤年（1958年8月18日—2012年9月30日），中国湖南省人，围棋职业六段棋手。他12岁学棋，27岁进专业队，1982年定为四段，1986年4月升为六段。棋风善乱战。